# Casidaviridae
Casidaviridae ist eine im März 2025 als  Familie eingerichtete Gruppe von Viren mit Kopf-Schwanz-Aufbau vom Morphotyp B (Siphoviren). Die Gruppe war seit März 2023 zunächst als Unterfamilie  Azeevirinae geführt worden.
Ihre Wirte sind Bakterien, was sie als Bakteriophagen klassifiziert.

## Beschreibung
Die Zusammenfassung dieser Viren zu einer gemeinsamen Unterfamilie (respektive Familie) erfolgte aufgrund ihrer in Sequenzanalysen festgestellten Verwandtschaft zur bereits im März 2020 incertae sedis eingerichteten Gattung Liebevirus (damals noch innerhalb der früheren Familie Siphoviridae, jetzt Morphotyp Siphoviren).
Der Arthrobacter-Phage Liebe wurde 2017/2018 am Bakteriophagen-Institut der Universität von Pittsburgh (Pitt) im Rahmen des PHIRE-Programms (Phage Hunters Integrating Research & Education). Das Material stammte aus Bodenproben, die Audrey Jonas am 1. Juni 2017 vor Ort entnommen hatte. Sein Wirt ist Arthrobacter globiformis NRRL B-2979 SEA,
die Genom-Länge beträgt 45.803 bp (Basenpaare), der G+C-Gehalt beträgt 68,8 %.

## Systematik
Die Systematik der Casidaviridae ist mit Stand 3./7. März 2025 (MSL#40v1) wie folgt:
Familie Casidaviridae (früher Unterfamilie  Azeevirinae)
- ohne zugewiesene Unterfamilie
  - Gattung Baileybluvirus
    - Spezies Baileybluvirus baileyblu, mit Arthrobacter-Phage BaileyBlu
    - Spezies Baileybluvirus callinallbarbz, mit Arthrobacter-Phage CallinAllBarbz

  - Gattung Barnstormervirus
    - Spezies Barnstormervirus barnstormer, mit Microbacterium-Phage Barnstormer
    - Spezies Barnstormervirus caron, mit Microbacterium-Phage Caron

  - Gattung Cenunavirus
    - Spezies Cenunavirus Cen1621, mit Microbacterium-Phage Cen1621

  - Gattung Emotionvirus
    - Spezies Emotionvirus emotion, mit Arthrobacter-Phage Emotion

  - Gattung Galvastonvirus
    - Spezies Galvastonvirus tweety19, mit Arthrobacter-Phage Tweety19

  - Gattung Gardenstatevirus
    - Spezies Gardenstatevirus gardenstate, mit Microbacterium-Phage GardenState
    - Spezies Gardenstatevirus iamgroot, mit Microbacterium-Phage IAmGroot[8][9][10] im „Cluster EH“

  - Gattung Hilgardvirus
    - Spezies Hilgardvirus vroomvroom, mit Arthrobacter-Phage VroomVroom

  - Gattung Honkvirus
    - Spezies Honkvirus honk, mit Microbacterium-Phage Honk

  - Gattung Liebevirus[4] (Cluster AZ, Subcluster AZ2)[5][11]
    - Spezies Liebevirus liebe (Arthrobacter-Virus Liebe), mit Arthrobacter-Phage Liebe[5]
    - Spezies Liebevirus maguco, mit Arthrobacter-Phage MaGuCo (gefunden von Mary Gubitose in Alton (New Hampshire); kodiert 63 Gene)[11]

  - Gattung Mabodamacavirus
    - Spezies Mabodamacavirus mabodamaca, mit Microbacterium-Phage Mabodamaca

  - Gattung Manhattanvirus
    - Spezies Manhattanvirus crewmate	, mit Arthrobacter phage Crewmate
    - Spezies Manhattanvirus drmanhattan, mit Arthrobacter-Phage DrManhattan
    - Spezies Manhattanvirus drsierra, mit Arthrobacter phage DrSierra
    - Spezies Manhattanvirus kealii, mit Arthrobacter phage KeAlii
    - Spezies Manhattanvirus reedo, mit Arthrobacter phage Reedo
    - Spezies Manhattanvirus vresidence, mit Arthrobacter phage VResidence
    - Spezies Manhattanvirus wildwest, mit Arthrobacter-Phage Wildwest
    - Spezies …

  - Gattung Percivalvirus
    - Spezies Percivalvirus floof, mit Microbacterium-Phage Floof
    - Spezies Percivalvirus percival, mit Microbacterium-Phage Percival

  - Gattung Swepdovirus
    - Spezies Swepdovirus SWEP2, mit Arthrobacter-Phage SWEP2 alias Pseudarthrobacter-Phage KshKPC-M

  - Gattung Yangvirus (16 Spezies)
    - Spezies Yangvirus berri, mit Arthrobacter phage Berrie
    - Spezies Yangvirus nitro, mit Arthrobacter phage Nitro
    - Spezies Yangvirus tbone, mit Arthrobacter-Phage Tbone
    - Spezies Yangvirus tuck, mit Arthrobacter phage Tuck
    - Spezies Yangvirus yang (Arthrobacter-Virus Yang), mit Arthrobacter-Phage Yang
    - Spezies …
    - Spezies „Arthrobacter phage Lego“
    - Spezies „…“

  - Gattung Zetavirus
    - Spezies Zetavirus zeta1847, mit Microbacterium-Phage Zeta1847 – wohl zu unterscheiden vom vorgeschlagenen „Zeta virus“ (Gattung Deltavirus)[12]

## Etymologie
Der Name der Familie Casidaviridae wurde zu Ehren von Lester E. Casida Jr., einem amerikanischen Industriemikrobiologen vergeben; der Suffix ‚-viridae‘ kennzeichnet Virusfamilien.
Der Phagen- und Gattungsname bezieht sich auf das deutsche Wort „Liebe“.